# Betschwanden

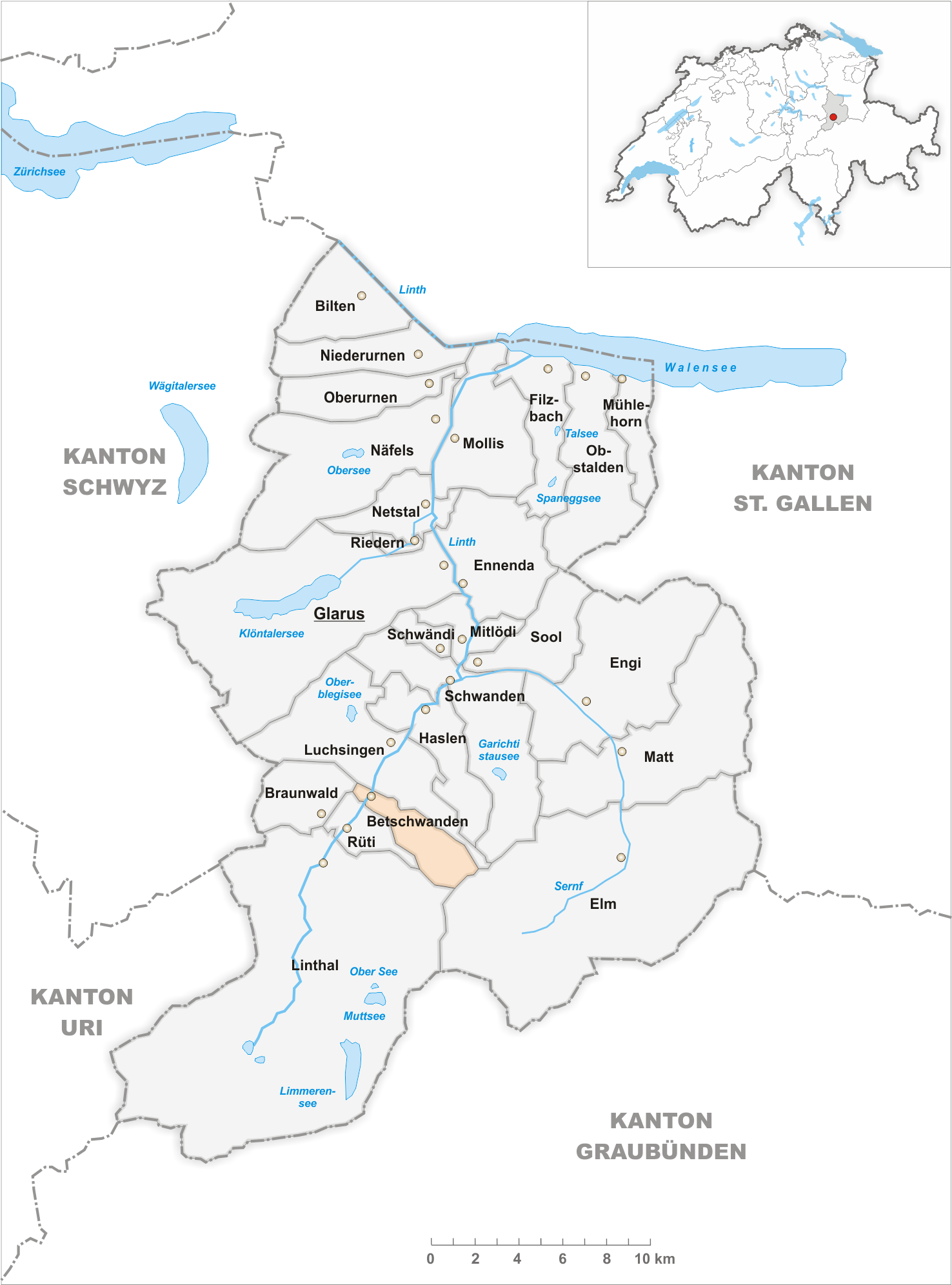
Gemeindestand vor der Fusion am 1. Januar 2011

Betschwanden (in einheimischer Mundart: [b̥etˈʃʋɑnd(ə)]) ist ein Dorf in der Gemeinde Glarus Süd im Schweizer Kanton Glarus. Das Dorf wurde im Rahmen der Glarner Gemeindereform auf den 1. Januar 2011 mit den Gemeinden Braunwald, Elm, Engi, Haslen, Linthal, Luchsingen, Matt, Mitlödi, Rüti (GL), Schwanden (GL), Schwändi und Sool zur neuen Gemeinde Glarus Süd zusammengelegt.

## Geographie
Der Dorfkern von Betschwanden liegt auf der rechten Seite des Glarner Grosstals, wenige Kilometer nördlich von Linthal, auf dem Schuttkegel des Diesbachs auf 600 m ü. M. Den grössten Teil des ehemaligen Gemeindegebietes machte das bergige Gelände des Freiberg Kärpf aus; von den insgesamt 974 ha ist etwa die Hälfte (501 ha) landwirtschaftliche Nutzfläche, etwa ein Viertel (247 ha) ist Wald und Weidland. Das Klima ist alpin.

## Geschichte

Betschwanden mit Ortstock, 1906

Die älteste erhaltene Erwähnung des Ortsnamens datiert auf eine Urkunde aus dem Jahr 1240: decimam in Beswando; 1436 erscheint er als Bettswanden. Es handelt sich wahrscheinlich um eine Zusammensetzung aus dem althochdeutschen Personennamen Betto/Petto und dem Grundwort ahd. *swanta, mhd. swant, das den Schwendbau, eine besonders im Almwirtschaftsbereich verbreitete Form der Rodung, bezeichnet.
1528 wurde die Reformation durchgeführt und die Heiligenbilder aus der Kirche entfernt. In Betschwanden lebte und wirkte 1532 bis 1555 der Glarner Pfarrer und Reformator Fridolin Brunner. Als erste Glarner Gemeinde setzte sie 1533 eine selbstständige Gemeinde- und Kirchenpflege ein.
Vom 16. bis 18. Jahrhundert gehörten Diesbach, Hätzingen und Haslen zum Tagwen Betschwanden, der um 1700 insgesamt 222 erwachsene männliche Landleute zählte. Die Verbindung mit Hätzingen, Diesbach und Rüti erstreckt sich heute noch auf die reformierte Pfarrgemeinde (bis 1942 auch Braunwald).
Die Politische Gemeinde Betschwanden ist auf Anfang 2011 infolge der Glarner Gemeindereform in der neuen Gemeinde Glarus Süd aufgegangen.

## Bevölkerung
| Jahr | Einwohner |
| ---- | --------- |
| 1692 | 123       |
| 1850 | 254       |
| 1900 | 255       |
| 1950 | 282       |
| 1980 | 132       |
| 2000 | 172       |
| 2020 | 192       |

Die Gemeinde Betschwanden war, an der Bevölkerungszahl gemessen, neben Leuggelbach die kleinste Gemeinde des Kantons. Sie zählte 2007 nur 191 Einwohner, nicht viel mehr als Ende des 17. Jahrhunderts (1692: 123 Personen). Um 1850 hatte man in der Gemeinde noch 254 Personen registriert, hundert Jahre später rund 30 Leute mehr.

## Wirtschaft
Land- und Alpwirtschaft waren bis zum 19. Jahrhundert die wichtigste Einnahmequelle der Betschwander: Die Alp Vorder Sand, welche heute mitten im Gemeindegebiet von Linthal liegt, gehörte schon seit Jahrhunderten dem Tagwen. Aus einer 1843 eröffneten Spinnerei wurde 1910 ein Lagerhaus, 1982 ein Textilchemiebetrieb. Heute sind viele Betschwander Wegpendler und arbeiten im Unterland Richtung Zürich.

## Naturgefahren
Bevor der Limmerenstausee der Kraftwerke Linth-Limmeren 1963 gebaut wurde, war die Linth ein unberechenbarer Gebirgsfluss, der mehr als einmal die Dörfer im Grosstal wegzuschwemmen drohte. Im Lawinenwinter 1951 (20. Januar) brach auf der ganzen Länge des Kneugrathanges eine Lawine los, die nicht nur sieben Ställe und zwei Ferienhäuser zerstörte, sondern auch zwei Menschen das Leben kostete. In der Folge wurden am Kneugrat Lawinenverbauungen angebracht und das Gebiet aufgeforstet, was die Gefahr weiterer Katastrophen mindert.

## Verkehr
Die nach Norden zum Kantonshauptort und nach Süden über Linthal, den Urnerboden und den Klausenpass ins Reusstal führende Kantonsstrasse (Hauptstrasse 17) ist die wichtigste Strassenverbindung. Seit 1879 ist Betschwanden an das Netz der Nordostbahn angeschlossen (Bahnhof Diesbach-Betschwanden), einer weiteren Strecke, die heute durch die Schweizerischen Bundesbahnen betrieben wird (Bahn spätabends durch einen Bus ersetzt).

## Schulen
Die Kleinsten gehen mit einem Schulbus nach Linthal in den Kindergarten. Die Erstklässler gehen ebenfalls nach Linthal in die Schule. Die Primarschule (3.–5. Klasse) teilt Betschwanden mit Rüti, wo das Schulhaus steht. Die Oberstufenschulen stehen in Linthal (Sekundar-/Oberschule), in Luchsingen (Realschule) bzw. im Hauptort Glarus (Kantonsschule).

## Sehenswürdigkeiten
- Diesbachfall – einer der letzten Wasserfälle im Glarnerland, der (noch) nicht der Elektrizitätswirtschaft zum Opfer gefallen ist. Seinen Namen hat er vom "diesen", dem tosenden Geräusch besonders zur Zeit der Schneeschmelze.

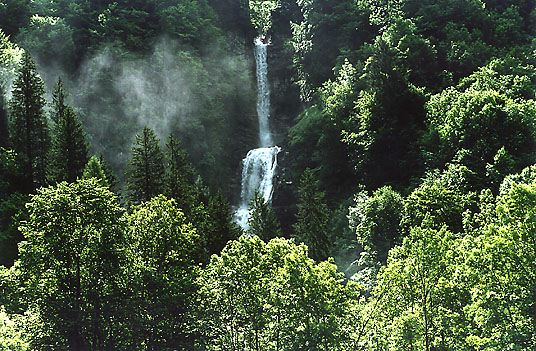
Diesbachfall

- Kirche Betschwanden ist eines der bedeutendsten Baudenkmäler im Kanton Glarus. Sie wurde im 12. Jahrhundert in romanischem Stil erbaut und stellt einen der grössten romanischen Bauten nördlich der Alpen dar. 1779–1780 baute die Gemeinde einen Damm – die "Kirchwuhr" – um die Kirche, um sie vor dem Hochwasser der Linth zu schützen. 1915 erhielt sie Jugendstil- und Neubarock-Elemente. 1975–1977 wurde sie restauriert und 2001 letztmals einer Aussenrenovation unterzogen. Die Kirche wird heute auch für Konzerte genutzt.

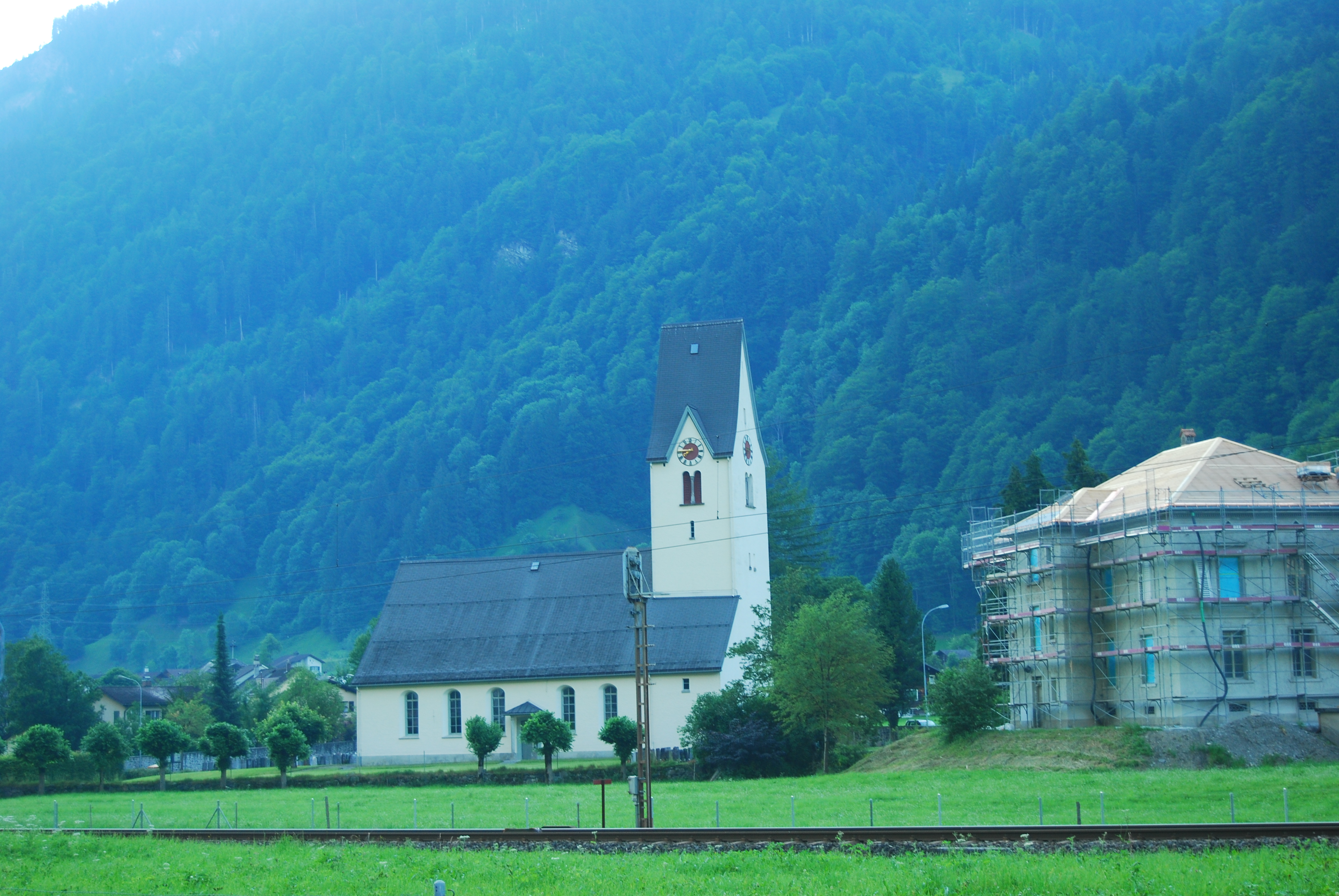
Kirche von Betschwanden

- Die 1778 erbaute Mühle am Diesbach, das Gästehaus der Kirchgemeinde.
- Dorfkern mit Dorfbrunnen (seit 1855 hier stehend).

## Persönlichkeiten
- Fridolin Brunner (1498–1570), evangelischer Pfarrer und Reformator 1532–1555 in Betschwanden
- Gottfried Heer (1843–1921), evangelisch-reformierter Pfarrer 1866–1906 in Betschwanden, Ständerat 1906–1914 und Lokalhistoriker

## Bilder

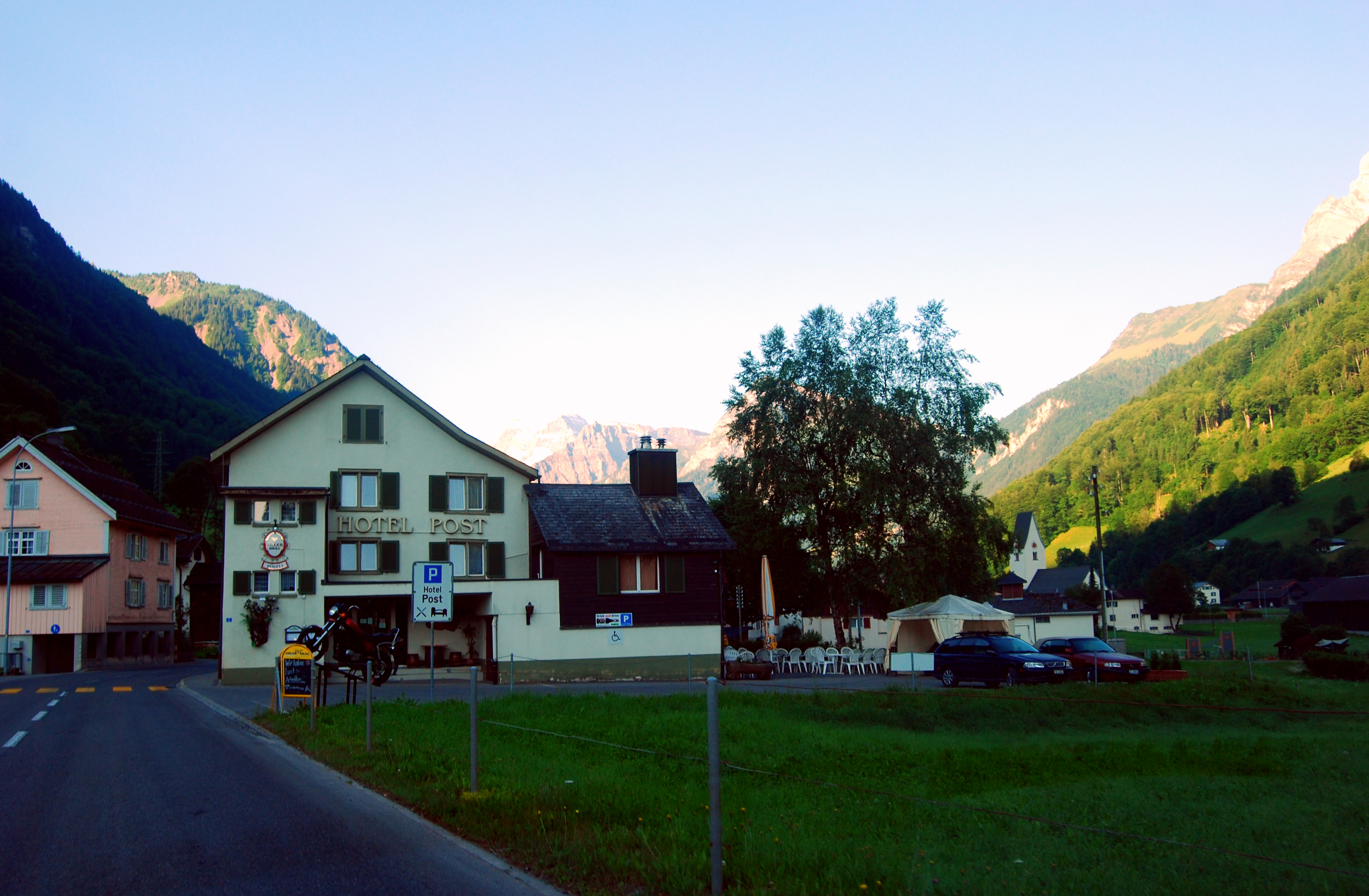
Hotel Post in Betschwanden
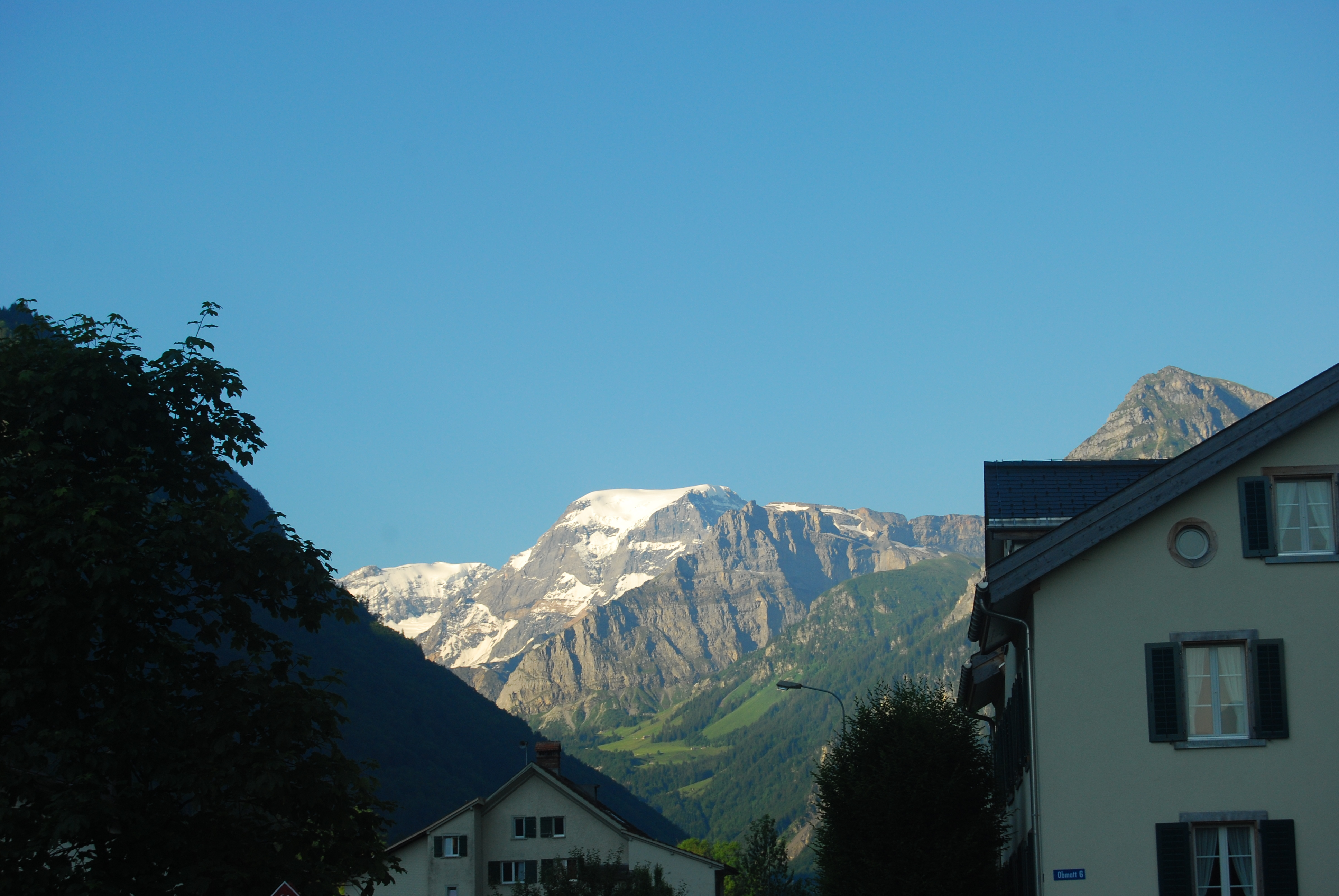
Betschwanden mit Blick zum Tödi